# Борда (лунный кратер)
Кратер Борда (лат. Borda) — ударный кратер в юго-восточной части видимой стороны Луны. Название дано в честь французского математика, физика, геодезиста, инженера, политолога и морского офицера Жан-Шарля шевалье де Борда (1733—1799); утверждено Международным астрономическим союзом в 1935 г. Образование кратера относится к нектарскому периоду.

## Описание кратера
Ближайшими соседями кратера являются крупный кратер Сантбек на северо-западе; сравнительно небольшой кратер Монж на севере и кратер Рейхенбах на юге-юго-востоке. Селенографические координаты центра кратера 25°12′ ю. ш. 46°31′ в. д. / 25,2° ю. ш. 46,52° в. д., диаметр 45,4 км, глубина 3,64 км.
Кратер сильно разрушен, юго-восточную часть кратера перекрывает небольшой кратер. Высота вала над окружающей местностью составляет 1070 м, северная и южная части вала значительно ниже. От северо-восточной части вала в северо-восточном направлении тянется широкая и глубокая долина окруженная высокими пиками. От северо-западной части вала отходит расщелина в направлении сателлитного кратера Борда Е (см. ниже). В чаше кратера имеется центральный пик с возвышением 2000 м.

## Сателлитные кратеры
| Борда | Координаты                                            | Диаметр, км |
| ----- | ----------------------------------------------------- | ----------- |
| A     | 26°52′ ю. ш. 50°48′ в. д. / 26,87° ю. ш. 50,8° в. д.  | 18,4        |
| D     | 24°34′ ю. ш. 46°07′ в. д. / 24,57° ю. ш. 46,12° в. д. | 5,4         |
| E     | 24°01′ ю. ш. 45°29′ в. д. / 24,01° ю. ш. 45,48° в. д. | 11,9        |
| F     | 26°11′ ю. ш. 47°53′ в. д. / 26,19° ю. ш. 47,89° в. д. | 10,0        |
| G     | 26°19′ ю. ш. 45°19′ в. д. / 26,31° ю. ш. 45,31° в. д. | 6,5         |
| H     | 26°44′ ю. ш. 46°35′ в. д. / 26,74° ю. ш. 46,59° в. д. | 10,8        |
| J     | 27°01′ ю. ш. 46°58′ в. д. / 27,02° ю. ш. 46,97° в. д. | 15,0        |
| K     | 27°32′ ю. ш. 47°08′ в. д. / 27,54° ю. ш. 47,14° в. д. | 12,3        |
| L     | 27°04′ ю. ш. 47°38′ в. д. / 27,06° ю. ш. 47,63° в. д. | 12,7        |
| M     | 25°26′ ю. ш. 43°55′ в. д. / 25,43° ю. ш. 43,91° в. д. | 13,9        |
| R     | 27°26′ ю. ш. 50°32′ в. д. / 27,43° ю. ш. 50,53° в. д. | 14,4        |